# Liste der Monuments historiques in Râches
Die Liste der Monuments historiques in Râches führt die Monuments historiques in der französischen Gemeinde Râches auf.

## Liste der Objekte
| Bezeichnung                    | Beschreibung                 | Standort                        | Kennzeichnung | Schutzstatus | Datum | Bild |
| ------------------------------ | ---------------------------- | ------------------------------- | ------------- | ------------ | ----- | ---- |
| Skulptur des heiligen Leonhard | Eichenholz, 17.. Jahrhundert | in der Kirche St-Léonard (Lage) | PM59003539    | Inscrit      | 1978  |      |